# Беликов, Пётр Фёдорович
Пётр Фёдорович Беликов (1892—1961) — советский микробиолог, профессор.

## Биография
Родился в Москве 23 июня 1892 года[по какому календарю?]. Во время Первой мировой войны, в 1914—1916 годах служил в армии.
После получения медицинского образования был принят бактериологом в Институт им. Г. Н. Габричевского на должность ассистента кафедры микробиологии, которая тогда базировалась в прозектуре Ново-Екатерининской больницы. Одновременно работал санитарным врачом Московской городской управы по Сущёвскому, Мариинскому и Крестовскому районам до 1923 года, когда был приглашён на работу в химико-бактериологическую лабораторию ГИСО. В 1925 году организовал химико-бактериологический кабинет, которым руководил до 1930 года.
В 1930 году был арестован по делу врачей-микробиологов вместе с другими сотрудниками НИИВС им. И. И. Мечникова и в 1931 году был выслан в Казахстан, где с другими репрессированными микробиологами создал кафедру микробиологии Казахского медицинского института, налаживал производство осповакцины и дифтерийного анатоксина. После возвращения из ссылки, в 1934 году он организовал лабораторию клинической микробиологии МОНИКИ им. М. Ф. Владимирского.
В 1935 году на базе ГИСО был организован медико-стоматологический университет, в котором Беликов был утверждён в звании профессора с присвоением ему степени кандидата биологических наук; в 1943 году был избран заведующим кафедрой микробиологии института (МГСИ); в 1947—1954 годах он был заместителем директора института по учебно-научной части. Также он был заместителем директора по науке НИИ вакцин и сывороток им. И. И. Мечникова, где он работал над решением проблем детских инфекций — дифтерии, кори, скарлатины, паротита, детских пневмоний, гриппа, полиомиелита.
Занимался изучением микробиологии, биохимии, иммунологии патологических процессов в полости рта и, прежде всего — кариеса и пародонтоза. Принимал активное участие в издании журнала «Одонтология и стоматология». Был членом Учёного совета Министерства здравоохранения и Правления общества микробиологов.
П. Ф. Беликов — автор более 60 научных работ, в том числе одной монографии; большая часть посвящена микробиологии полости рта. Был награждён орденом и медалями СССР.
Умер в 1961 году. Похоронен на Введенском кладбище (уч. 3).